# ブリストル・シドレー オーフュース

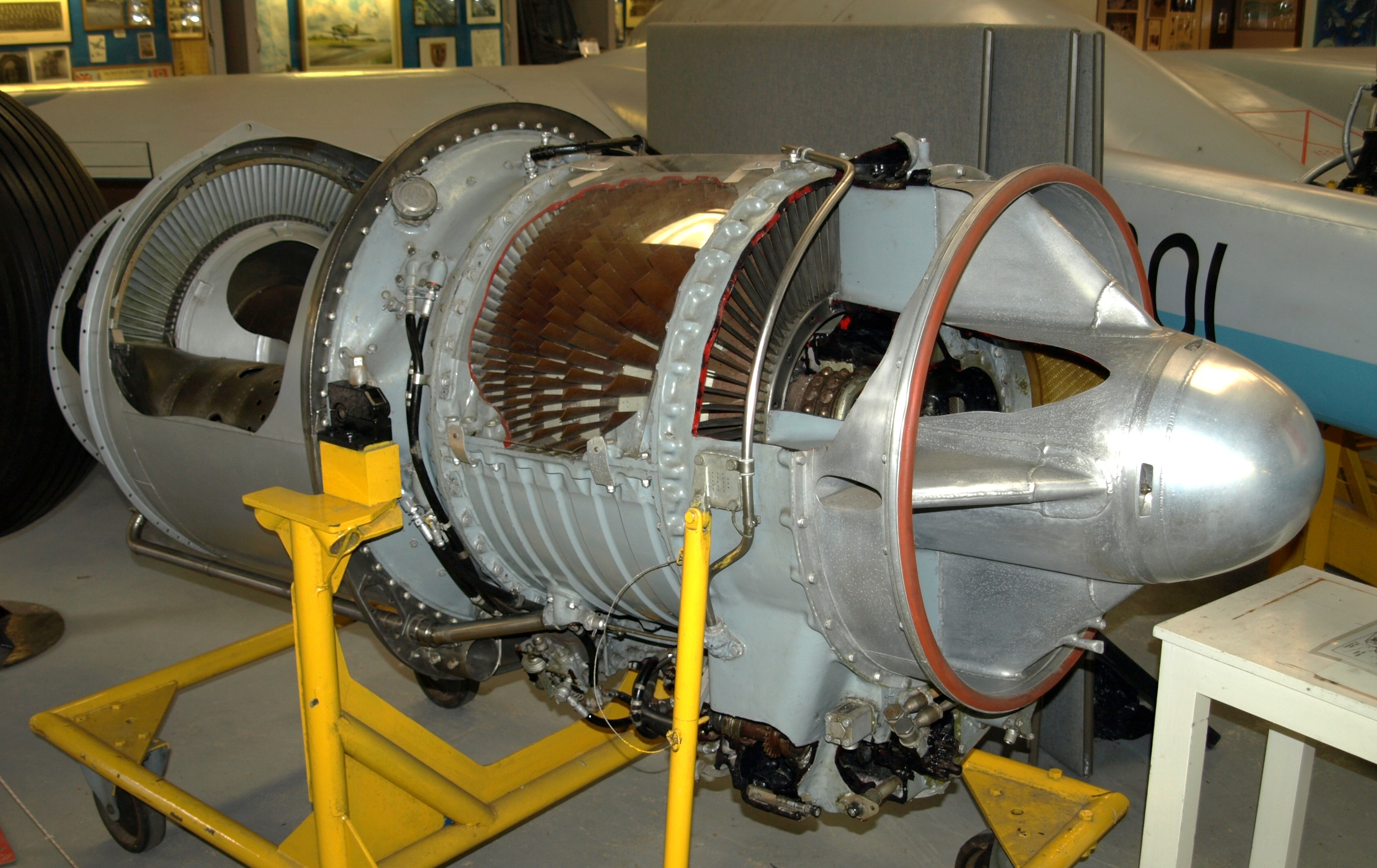
ブリストル・シドレー オーフュース

ブリストル・シドレー オーフュース（Bristol-Siddeley Orpheus）はブリストルエアロエンジンが開発した一軸式のターボジェットエンジンである。フォーランド ナットやフィアット G.91のような軽戦闘機や練習機向けではあるが、後にはオーフュースはホーカー・シドレー ハリアー（別名「ジャンプジェット」）向けのロールス・ロイス社の推力偏向式ターボファンエンジンであるペガサスエンジンの最初のコアに使用された。
名前の由来はギリシア神話に登場する吟遊詩人のオルペウス（オルフェウス）。
このエンジンは1952年、フォーランド・エアクラフト社向けの推力5,000ポンド級の練習機や軽戦闘爆撃機向けのエンジンを開発を求められた事に始まる。
スタンレー・ホーカーはロールス・ロイス社での初期の経歴の後、新しい会社を立ち上げて計画を立てた。彼は単純で整備が容易なエンジンをフォーランド ナット用に納入して1955年、飛行した。海面高度での静止推力は4,520ポンド(6,128 N・m)でオーフュース701は1段式のタービンで駆動される7段式の軸流式圧縮機を持っていた。
他の採用例には、富士重工T-1A、ヒンドスタンHF-24マルートや実験機ハンティング H.126 やショート SB.5がある。1957年、 NATOは軽戦闘機のエンジンと機体の設計コンペを行った。オーフュースはエンジン部門で勝ちフィアット G.91RとG.91Tにフィアット製造の派生型が搭載された。
1950年代、多くの会社が垂直離着陸機を開発しようとした。マイケル・ワイボールト（Michel Wibault）はターボシャフトエンジンで4機の大型の遠心式圧縮機を用いて推力を偏向させようとした。
ホーカー社の技術者達はオーフュースで大型のファンを回転させて空気を回転する噴射口から噴射する事を決めた。この実験システムの開発はペガサスエンジンへ繋がる。
オーフュースは1967年、コニストン湖でドナルド・キャンベル（Donald Campbell）によって水上速度記録に挑んだブルーバード K7ハイドロプレーンの動力として使用された。
また、まだ破られていないイギリスでの地上速度記録を樹立した自動車ヴァンパイアにも使用された。